# Ntombi de Suazilandia
Ntombi, Indovukazi, Gran Elefanta o Reina Madre de Suazilandia. Nacida en 1950 con el nombre de Ntombi Thwala. Se casó con el Rey Sobhuza II del que tuvo un hijo. Fue regente de Suazilandia desde 1983 año en que Sobhuza II murió de neumonía y durante la minoría de edad de Mswati. Actualmente es la Jefe del Estado de Suazilandia desde 1986, año en que su único hijo Mswati III fue coronado rey. 
Después de la muerte del Rey Sobhuza II, otra de sus esposas, la Reina Dzeliwe asumió la regencia después de haber sido elegida por el Consejo Real como futura Indovukazi. Sin embargo, el 9 de agosto de 1983 Dzeliwe fue puesta en arresto domiciliario por sus desavenencias con el primer ministro Bhekimpi Dlamini y el príncipe Sozisa Dlamini, gobernando por un periodo de nueve días. El 18 de agosto de 1983 nombró a Ntombi como regente. Mswati, hijo de Ntombi, fue elegido como heredero al trono un mes después. A la edad de 18 años y seis días, en 1986, fue coronado como Rey de Suazilandia. Mswati nombró a su madre Indovukazi, un título que corresponde aproximadamente a Reina Madre, traducido literalmente como Gran Elefanta.
Como Indovukazi, se le considera como la líder espiritual del país y es la Jefe de Estado. Su hijo es el Jefe del Gobierno.
La imagen de Indlovukazi ha sido ampliamente difundida en Occidente desde su inclusión en la serie de retratos de Andy Warhol de 1985 durante el ejercicio de la regencia de su hijo, como una de las cuatro reinas reinantes, junto con Beatriz de los Países Bajos, Margarita II de Dinamarca e Isabel II del Reino Unido.

## Títulos y tratamientos
| ● 1950-1967:     | Señorita Ntfombi Tfwala                                    |
| ● 1967-1983:     | Su alteza real Ntfombi, reina LaTfwala de Suazilandia      |
| ● 1983-1986:     | Su majestad la reina Ntfombi, reina regente de Suazilandia |
| ● 1986-2018:     | Su majestad la reina Ntfombi, reina viuda de Suazilandia   |
| ● 2018-presente: | Su majestad la reina Ntfombi, reina madre de Suazilandia   |